# Кавказский отдел
Кавказский отдел — административная единица в составе Кубанской области Российской империи и Кубано-Черноморской области РСФСР, существовавшая в 1876-1924 годах. Административный центр — станица Кавказская.

## География
Отдел занимал северо-восточную часть Кубанской области и граничил на востоке с областью Войска Донского и Ставропольской губернией.

### Современное состояние
На территории бывшего Кавказского отдела Кубанской области сейчас располагаются части Брюховецкого, Выселковского, Кавказского, Кореновского, Новопокровского, Тбилисского, Тимашёвского, Тихорецкого, районов Краснодарского края.

## История
- Образован в 1876 году как Кавказский уезд в составе Кубанской области с центром в селе Армавир из части территорий Баталпашинского, Екатеринодарского и Майкопского уездов.
- В 1888 году Кавказский уезд был преобразован в Кавказский отдел, из части территории был выделен Лабинский отдел с центром в селе Армавир. Центром Кавказского отдела формально назначена станица Тихорецкая, фактически была станица Кавказская.
- В 1902 году станица Кавказская официально стала центром отдела.
- После установления Советской власти на Кубани в марте 1920 года Кавказский отдел вошёл в состав вновь образованной Кубано-Черноморской области.
- 2 июня 1924 года были ликвидированы Кубано-Черноморская область и все отделы, входившие в неё. На территории Кавказского отдела были образованы 4 района (Кропоткинский, Новопокровский, Петропавловский, Тихорецкий) Юго-Восточной области.

## Административное устройство
В 1913 году в состав отдела входило 2 волостных правления и 25 станиц: 
- Волостные правления:
  - Ванновское — селение Ванновское,
  - Семеновское — селение Семеновское,
- Станицы:

| - Архангельская, - Батуринская, - Березанская, - Брюховецкая, - Дмитриевская, - Дядьковская, - Ильинская, - Ирклиевская, - Кавказская, - Казанская, | - Кореновская, - Медвёдовская, - Ново-Донецкая, - Ново-Корсунская, - Ново-Малороссийская, - Ново-Покровская, - Переясловская, - Платнировская, - Сергиевская, - Старо-Мышастовская, | - Терновская, - Тимашёвская, - Тифлисская, - Тихорецкая, - Успенская. |

## в 1914 году в отделе было
Станицы
- Выселки
- Журавская
- Нововладимирская
- Новолокинская
- Новорождественская
- Пластуновская
- Расшеватская
- Темижбекская
- Хопёрская
- Чепегинская

По состоянию на 26 января 1923 года в состав отдела входил заштатный город Тихорецк и 21 волость:
| - Архангельская, - Березанская, - Ванновская, - Гулькевичская, - Ильинская, - Кавказская, - Казанская, - Ловлинская, - Новомалороссийская, - Новопокровская, - Новорождественская, | - Петропавловская, - Расшеватская, - Семеновская, - Темижбекская, - Темиргоевская, - Тенгинская, - Терновская, - Тифлисская, - Успенская. |

## Населённые пункты
Крупнейшие населённые пункты (население, конец XIX века):
- х. Романовский (10 222)
- ст-ца Новопокровская (9 136)
- ст-ца Медведовская (8 888)
- ст-ца Кавказская (8 293[1])
- ст-ца Кореновская (7 348)
- ст-ца Платнировская (7 275)
- ст-ца Казанская (6 546)
- ст-ца Новомалороссийская (6 298)
- ст-ца Тихорецкая (5 000)
- ст-ца Брюховецкая (4 575)
- ст-ца Архангельская (4 546)
- ст-ца Новодонецкая (4 318)
- ст-ца Терновская (4 000)
- ст-ца Переясловская (3 608)
- ст-ца Новокорсунская (3 426)
- ст-ца Березанская (3 118)

## Население
Национальный состав отдела в 1897 году:
| Национальность | Численность, чел. | Доля от всего населения, % |
| -------------- | ----------------- | -------------------------- |
| русские        | 127 385           | 51,1                       |
| украинцы       | 114 037           | 45,8                       |
| немцы          | 3 972             | 1,6                        |
| другие         | 3 788             | 1,5                        |
| Итого:         | 249 182           | 100,00                     |

Распределение населения по половому признаку:
- мужчины — 126 540 (50,8 %)
- женщины — 122 642 (49,2 %)